# كيفن كين
كيفن كين (25 فبراير 1967 في المملكة المتحدة - ) (بالإنجليزية: Kevin Keen)‏ هو مدرب كرة قدم ولاعب كرة قدم بريطاني في مركز الوسط. لعب مع ستوك سيتي وماكليسفيلد تاون ووست هام يونايتد ووولفرهامبتون واندررز وويكمب وندررز.

## روابط خارجية
- كيفن كين على موقع قاعدة بيانات كرة القدم.إي يو (الإنجليزية)
- كيفن كين على موقع Soccerbase.com (مدرب) (الإنجليزية)